# Triaspis rectangulata
Triaspis rectangulata är en stekelart som beskrevs av Martin 1956. Triaspis rectangulata ingår i släktet Triaspis och familjen bracksteklar. Inga underarter finns listade i Catalogue of Life.